# Легисамон, Иван
Ива́н Эсекиэ́ль Легисамо́н (исп. Iván Ezequiel Leguizamón; род. 3 июля 2002, Асунсьон) — парагвайский футболист, полузащитник клуба «Сан-Лоренсо» и сборной Парагвая.

## Клубная карьера
Легисамон — воспитанник клубов «Аргентино Дель Висо», «Тигре», «Депортиво Арменио» и «Сан-Лоренсо». 22 февраля 2022 года в матче против «Дефенса и Хустисия» он дебютировал в аргентинской Примере в составе последних. 14 июня в поединке против «Арсенала» из Саранди Иван забил свой первый гол за «Сан-Лоренсо». 

## Международная карьера
22 ноября 2023 года в отборочном матче чемпионата мира 2026 против сборной Колумбии Легисамон дебютировал за сборную Парагвая. 